# 정태인
정태인(1960년 2월 7일 ~ 2022년 10월 21일)은 대한민국의 경제학자이다. 진보적인 정책에 관해 연구하는 학자이다.

## 학력
- 숭문고등학교 졸업
- 서울대학교 경제학 학사
- 서울대학교 대학원 경제학 석사
- 서울대학교 대학원 경제학 박사과정 수료

## 경력
- 2003.05 ~ 2005.02 : 참여정부 대통령 직속 동북아경제중심추진위원회 기조실장
- 2005.02 ~ 2005.05 : 참여정부 국민경제자문회의 사무차장
- 2005.02 ~ 2005.05 : 참여정부 대통령비서실 경제보좌관실 국민경제비서관
- 성공회대학교 겸임교수
- 민간 진보 싱크탱크 <새로운사회를여는연구원(saesayon.org)> 전 원장
- 2015 ~ 2017 : 칼폴라니사회경제연구소 소장

## 활동

### 참여정부 경제 정책 조언
대한민국의 제16대 대통령 노무현의 '경제 가정교사'란 별명을 얻을 정도로 노무현 정부의 초기 경제정책에 미친 영향이 컸다는 평가가 있다.

### 행담도 개발 사업
2005년, 행담도 개발 사업 과정에 청와대 실세의 입김이 작용했다는 의혹에 휘말리면서 문정인과 함께 사직서를 내고 모든 공직에서 물러났다. 2006년에 1심에서는 무죄 판결을 받았으나, 2007년 2심에서는 징역 6개월에 집행유예 1년을 선고받았고 2009년 대법원에서 유죄가 확정되었다.

### FTA 비판
2006년 2월 3일에 한-미 양국이 한미자유무역협정의 협상 재개를 선언하자 한-미 FTA의 부당성과 졸속성을 비판했다. 그는 시사주간지 《한겨레 21》과의 인터뷰에서 자신이 FTA를 전담했던 국민경제비서관이었기 때문에 "(한-미 FTA를 비판하는 일은) 나에 대한 나의 처벌, 가차없는 처벌이다"라고 말했다. 이후에 《한겨레21》에 《저는 멕시코로 갑니다》라는, 노무현 대통령에게 보내는 장문의 편지 형식의 글을 기고하기도 했다.
2011년 10월, 국회 외교통상통일위원회의 '한미FTA 끝장토론회'에 반대쪽 토론자로서 참석하였다. 이 토론회에서 정태인은 "투자자·국가소송의 문제는 공공의 영역에 사법이 개입한다는 것이다. FTA를 꼭 하고 싶다면 ISD(투자자·국가소송제도)는 빼고 하라. 최근 미국 경제 위기 때문에 이제 전문가들은 장기침체로 갈 거라고 예상하고 있다. 변화된 상황에서 FTA가 도움이 될지 충분히 검토할 시간을 가져야 한다. 노무현 전 대통령은 세계 금융위기 이후에 '한미FTA 협정문 내에 전반에 걸쳐 점검이 필요하다. 고쳐야 할 부분이 있으면 고쳐야 한다'고 했다. 언론 보도를 보면 노무현 전 대통령의 발언을 찬성 쪽 논리로 언급한다. 예의가 아니다"라고 말했다.

### 진보신당활동
2008년 3월에 민주노동당을 탈당한 후 진보신당의 창당과정에 참여하여 진보신당 당원으로서 활발한 활동을 했다.
2009년 겨울 진보신당 경기도당 부천당원 협의회 출범식에 참여하여 이명박 정권의 민영화 정책이 서민들의 복지를 나쁘게 할 수 있음을, 통신서비스를 민영화했더니 이익이 남지 않는 시골에서는 통신서비스가 제공되지 않았던 멕시코의 사례를 들어 비판하였다.
진보정당은 서민들의 복지와 관련된 사회 참여를 해야 함을, 유럽의 생활협동조합 활동과 의료인들이 서민들의 의료복지에 관심을 가질수록 나라에서 혜택을 주는 영국의 의료제도를 예로 들어 설득하는 경제 강연을 하였다.

## 저서
- 《착한 것이 살아남는 경제의 숨겨진 법칙》(상상너머, 2011년) ISBN 9788996632030
- 《협동의 경제학》(레디앙, 2013년, 공저) ISBN9788994340159

## 공저
- 《왜 80이 20에게 지배당하는가》(박준성·안건모·이임하·홍세화·정태인·하종강, 철수와영희, 2007년) ISBN 9788995833841
- 《자존심》(진중권·정재승·정태인·하종강·정희진·박노자·고미숙, 한겨레출판사, 2007년) ISBN 9788984312432
- 《오바마 시대 변화하는 미국과 한반도》(강경태·문성호·윤성욱·정태인·조성렬·홍익표, 시대의창, 2009년) ISBN 9788959401451
- 《리얼진보》(강수돌·손낙구·박노자·손호철·김상봉·목수정·정태인·홍기빈·하재근·박상훈·노회찬·오건호·장석준·구갑우·이대근·김정진·윤태호·한재각, 레디앙, 2010년) ISBN 9788995995297
- 《불량사회와 그 적들》(정태인·이상이·고성국·김두식·도정일·박성민·장하준·조국·엄기호·이철희·강신준·최태욱·윤희정, 알렙, 2011년) ISBN 9788996517122

## 같이 보기
- 한미자유무역협정
- 민주노동당
- 진보신당
- 정의당